# Casio CA-53W
El Casio CA-53W es un reloj calculadora digital fabricado por la empresa japonesa de electrónica Casio, lanzado en 1988 como sucesor del modelo CA-50. Se hizo famoso por su aparición en las películas estadounidenses de ciencia ficción Regreso al futuro (parte II) (1989) y Regreso al futuro (parte III) (1990) y posteriormente por su aparición en la serie de televisión estadounidense Breaking Bad (2008-2013).

## Especificaciones

### Diseño
La caja del reloj mide 43,2 x 34,4 x 8,2 milímetros y pesa 24 gramos. Tiene un ancho de asa a asa de 42 milímetros y un grosor de 8 milímetros (incluyendo la zona elevada del fondo). La caja del reloj está hecha de resina, con un cristal de plástico y un fondo de acero inoxidable con el modelo y el número de módulo estampados, fijado con cuatro tornillos. El ancho interior del asa (donde se fija la correa) es de 20 milímetros, y la correa está hecha de poliuretano. La correa se puede cambiar o reemplazar.

### Características
El CA-53W cuenta con una calculadora de 8 dígitos con operaciones aritméticas básicas, un cronómetro de 24 horas y precisión de centésima de segundo, que puede medir hasta 23:59.99. El cronómetro también puede registrar tiempos parciales y los tiempos del primer y del segundo puesto. Otras características incluyen una alarma diaria, un calendario automático completo hasta el año 2099, una señal horaria y un modo de hora dual. El reloj tiene una precisión de ±15 segundos al mes y funciona con una pila de botón de litio de 3 voltios. Dispone de resistencia al agua básica, lo que para los relojes digitales Casio significa que es resistente a salpicaduras (lavarse las manos o la lluvia). La pantalla del reloj no tiene iluminación interna.

## Funcionamiento
El reloj se controla mediante un teclado numérico y dos pulsadores laterales. Cuenta con un teclado numérico de cuadrícula 4x4 con teclas de goma que consisten en pulsadores numéricos del 0 al 9, junto con una tecla decimal en las tres primeras columnas y las teclas de operador en la última. El teclado está marcado con funciones secundarias y también se utiliza para operar otras funciones del reloj, como el cronómetro, activar y desactivar la alarma y cambiar de ante-meridiem (am) a pos-meridiem (pm) en el modo de ajuste de hora. En el lado derecho del reloj, hay dos pequeños pulsadores de acero inoxidable: uno empotrado para ajustar la configuración y el otro para cambiar entre los modos. La hora se ajusta presionando el pulsador de ajuste una vez e introduciendo las horas, minutos y segundos mediante el teclado. A diferencia de cualquier otro valor, los segundos solo se pueden poner a cero presionando la tecla "0" del teclado. Si esto ocurre antes de 30 segundos, el reloj se pondrá a cero al principio del minuto actual. Después de 30 segundos, los minutos avanzarán un minuto. Tras ajustar la hora, el reloj pasa automáticamente al ajuste de la fecha, que puede cancelarse presionando el pulsador de ajuste. Al igual que la hora, la fecha también se ajusta introduciendo los valores mediante el teclado. Los tonos de operación de los botones del reloj se pueden activar y desactivar presionando el pulsador de ajuste en el modo calculadora.
La pantalla del reloj muestra las horas, los minutos, los segundos y el día de la semana. La fecha se puede ver presionando la tecla de división (÷) en el teclado en el modo de hora principal. La fecha se muestra en formato AA/MM/DD. El símbolo "AM" en la pantalla indica las horas de la mañana y "PM" las de la tarde. Los indicadores "AM" y "PM" desaparecen cuando el reloj está en el modo de 24 horas, que se activa pulsando la tecla de suma (+) en el modo de ajuste de la hora. La alarma se indica mediante barras verticales en la esquina superior izquierda de la pantalla, mientras que la señal horaria se indica mediante el icono de una campana junto al icono de la alarma. La pantalla también muestra las operaciones seleccionadas por el usuario en el modo calculadora al realizar cálculos.
En la pantalla del cronómetro, se muestran los minutos, segundos y centésimas de segundo. El reloj muestra las horas transcurridas al pulsar la tecla con la función secundaria "ST-hora" en el teclado mientras está en modo cronómetro. Otra función del cronómetro es el pitido de intervalo, que emite cada diez minutos en modo cronómetro. Sin embargo, esta función solo funciona en modo cronómetro.
En el modo de indicación de la hora, al mantener pulsado el botón de ajuste y pulsar simultáneamente el botón de modo dos veces, se accederá al modo de prueba de la pantalla LCD. Se llenarán todas las celdas de la pantalla LCD. Al pulsar de nuevo el botón de modo, se llenarán solo algunas celdas y, al pulsarlo una vez más, se mostrará el número de módulo.

Pantalla LCD en el modo PRUEBA
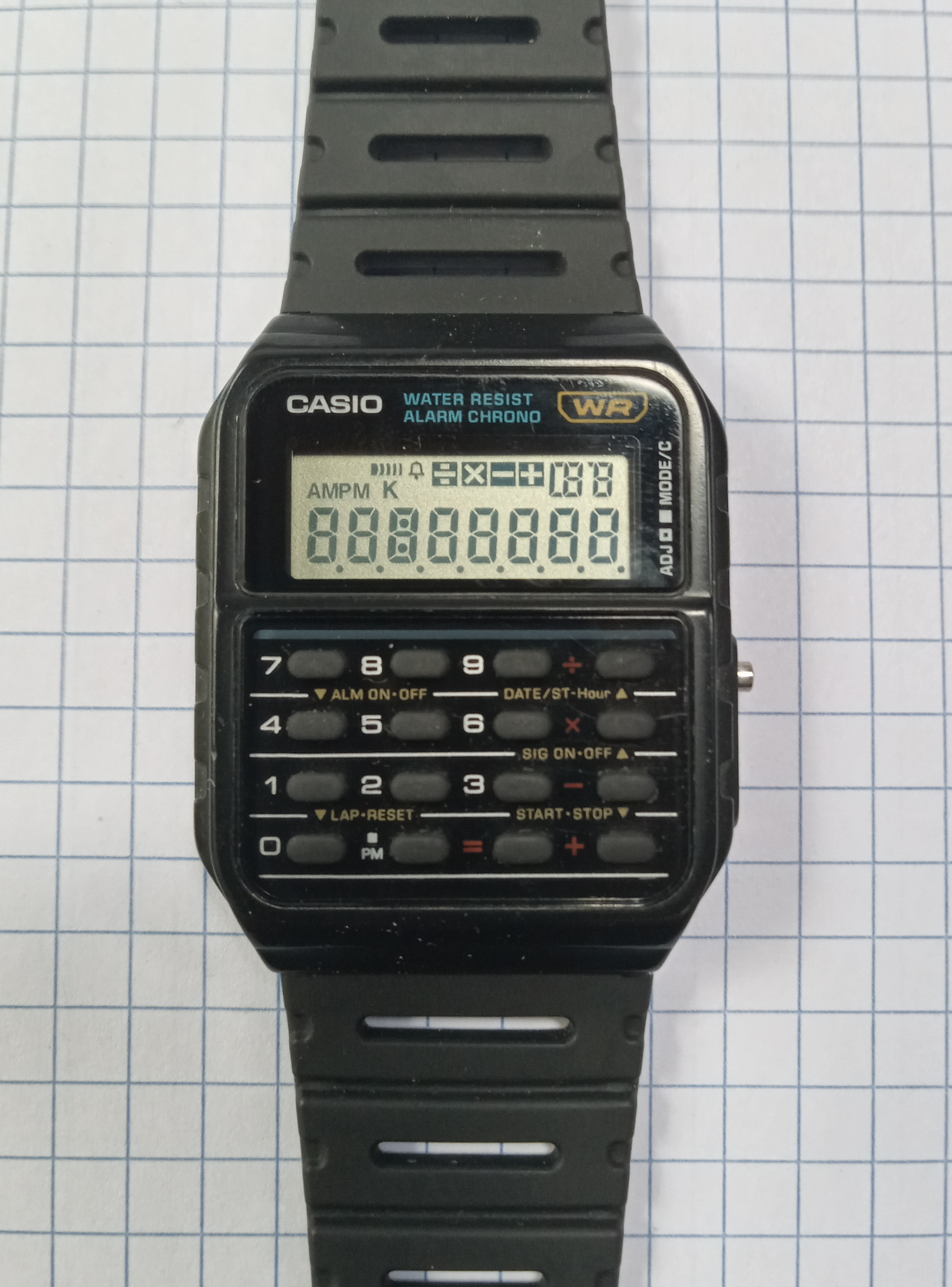
La primera de las tres pantallas de prueba, con todas las celdas activadas
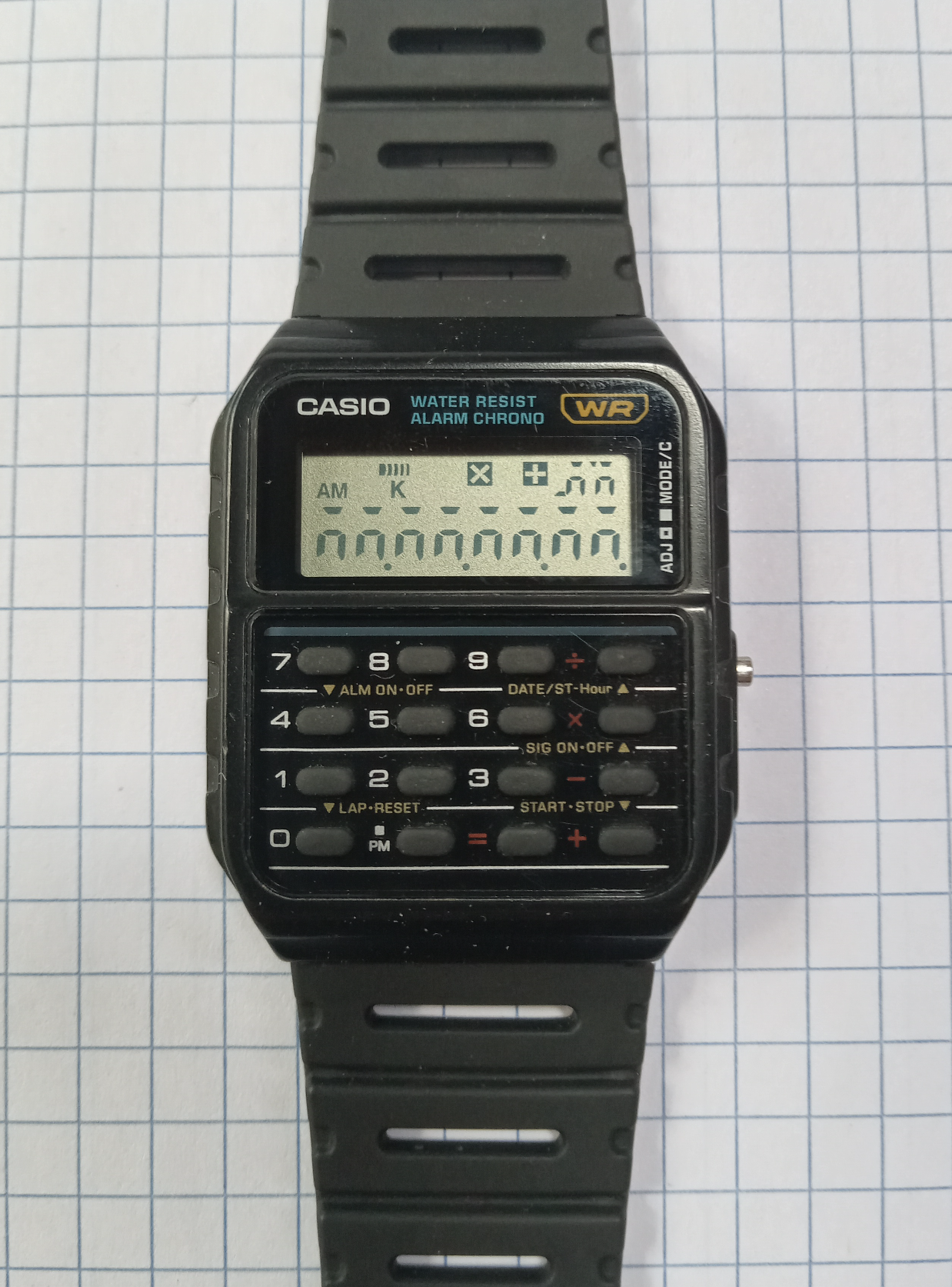
La segunda de las tres pantallas de prueba, con solo algunas de las celdas activadas
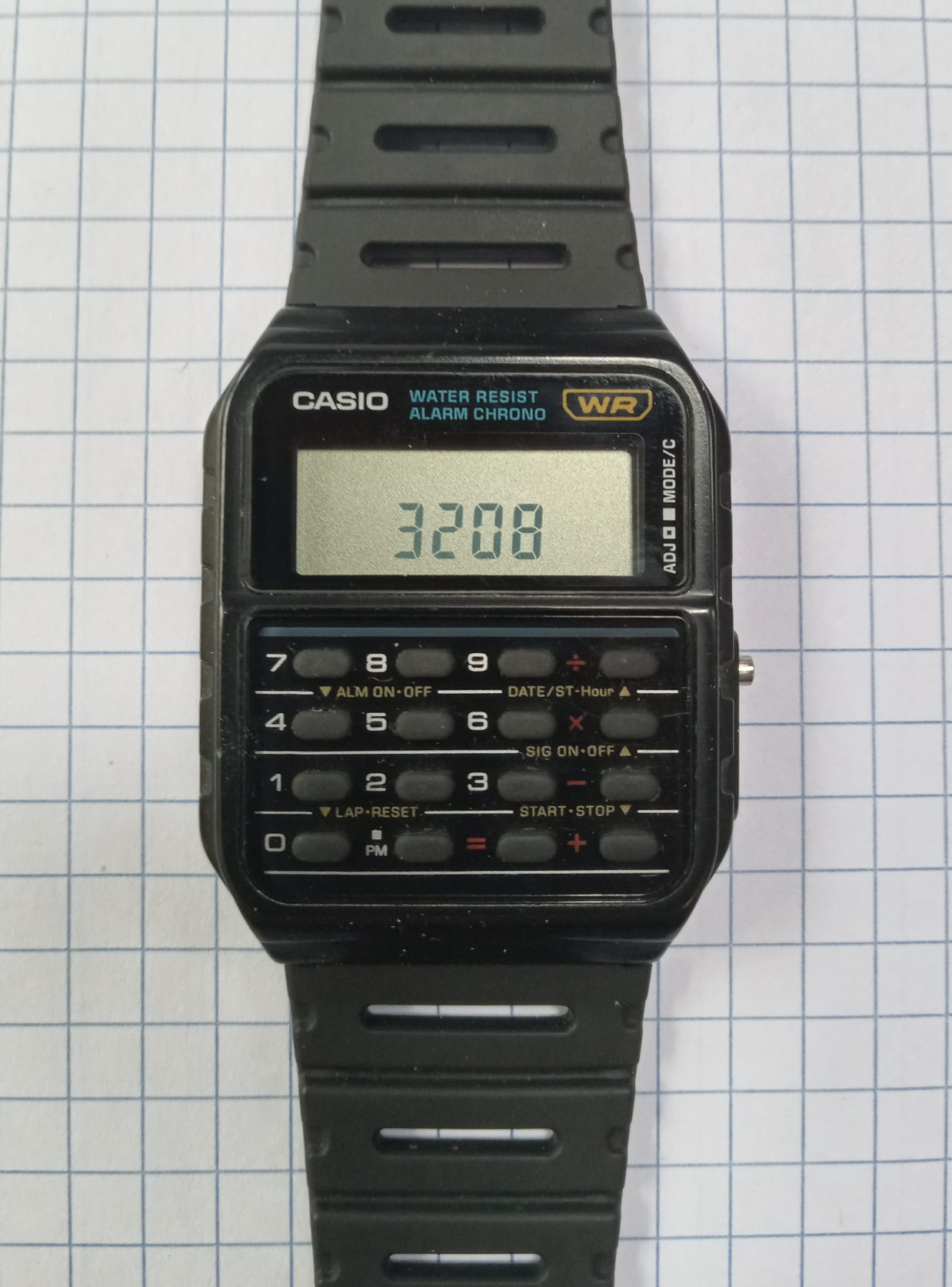
La pantalla de prueba final, mostrando el número de módulo 3208

## Variantes
Desde su lanzamiento, el CA-53W solo estuvo disponible en una única versión, la CA-53W-1, con caja y correa negras y una pantalla digital con caracteres oscuros sobre un fondo claro. Esta versión cambió ligeramente con el paso del tiempo.
A principios de 2020, Casio presentó cinco nuevas variantes con el nombre de modelo CA-53WF, cada una con un color de caja y correa diferente. Todas ellas cuentan con una pantalla LCD invertida, con caracteres claros sobre un fondo oscuro.

## En la cultura popular
- Un error común sobre el CA-53W es creer que Marty McFly (interpretado por Michael J. Fox) lo llevaba en "Back to the Future", quien en realidad llevaba el Casio CA-50.[9][10][11] En realidad, usó el CA-53W en las dos secuelas "Regreso al Futuro II" y "Regreso al Futuro III".

- El reloj también apareció en la serie de televisión estadounidense "Breaking Bad", donde lo lleva el protagonista principal, Walter White (interpretado por Bryan Cranston).[3][4]